# Joigny
Joigny /ʒwaˈɲi/ è un comune francese di 10 767 abitanti situato nel dipartimento della Yonne nella regione della Borgogna-Franca Contea.

## Storia
La fondazione della città la si attribuisce a Flavio Valente Giovino nel IV secolo

## Società

### Evoluzione demografica
Abitanti censiti

## Amministrazione

### Gemellaggi
Joigny è gemellata con:
- Mayen, dal 1964
- Godalming, dal 1985
- Hanover, dal 1993
- Joigny-sur-Meuse, dal 2004
- Amelia, dal 2005